# Krzysztof Rześny
Krzysztof Rześny (ur. 2 sierpnia 1946 w Łukowie) – polski piłkarz i trener piłkarski. Jako zawodnik grał na pozycji stopera. Wystąpił sześć razy w reprezentacji Polski w latach 1973–76. Ukończył Technikum Mechaniczne w Mielcu i AWF w Warszawie.

## Kariera piłkarska
Jako junior występował w Orlętach Łuków i w Chrobrym Szczecin. W latach 1963–1964 był zawodnikiem Pogoni Szczecin, a przez sześć następnych grał w Motorze Lublin. W sezonie 1970/1971 przeszedł do Stali Mielec, gdzie grał do 1978, występując w 196 meczach i zdobywając trzy bramki. W tym czasie jego klub dwukrotnie został mistrzem Polski. W 1978 wyjechał do USA, gdzie grał w klubach z USA i Kanady – Falcons, Adria Chicago, Wisła Chicago, Panhalenik Toronto i Polonia Hamilton).
Wystąpił w sześciu meczach pierwszej reprezentacji Polski – z Anglią, Portugalią (oba w eliminacjach mistrzostw świata - odpowiednio 1974 i 1978), Meksykiem i trzykrotnie z USA (wszystkie 4 towarzyskie). Brał też udział w jednym meczu reprezentacji B i jednym reprezentacji młodzieżowej.

## Kariera trenerska
Po powrocie do kraju został trenerem. Początkowo był drugim trenerem Stali, później prowadził jej juniorską kadrę. W 1998 prowadził LZS Rzędzian Rzędzianowice i był drugim trenerem Korony Kielce. Rok później objął GKZS Nowiny. W 2001 był prezesem zarządu Stali Mielec. W sezonie 2001/2002 był trenerem głównej drużyny Motoru Lublin, a następnie koordynatorem szkolenia młodzieży w tym klubie. Potem prowadził żeńską drużynę Cisy Nałęczów, z przerwą w 2005, kiedy był trenerem Orłów Kazimierz.